# Húmero
El húmero (en latín, humerus) es el hueso más largo y proximal del miembro superior (o anterior) en los tetrápodos, incluyendo al ser humano. Forma parte del esqueleto apendicular superior y se ubica en la región del brazo. Es homólogo al hueso más proximal de la aleta anterior de los peces sarcoptérigios.

## Etimología
La palabra se deriva del latín: humerus, umerus, que significa brazo, el hombro, y está lingüísticamente relacionado con el gótico ams = hombro y ōmos del griego.

## Descripción anatómica

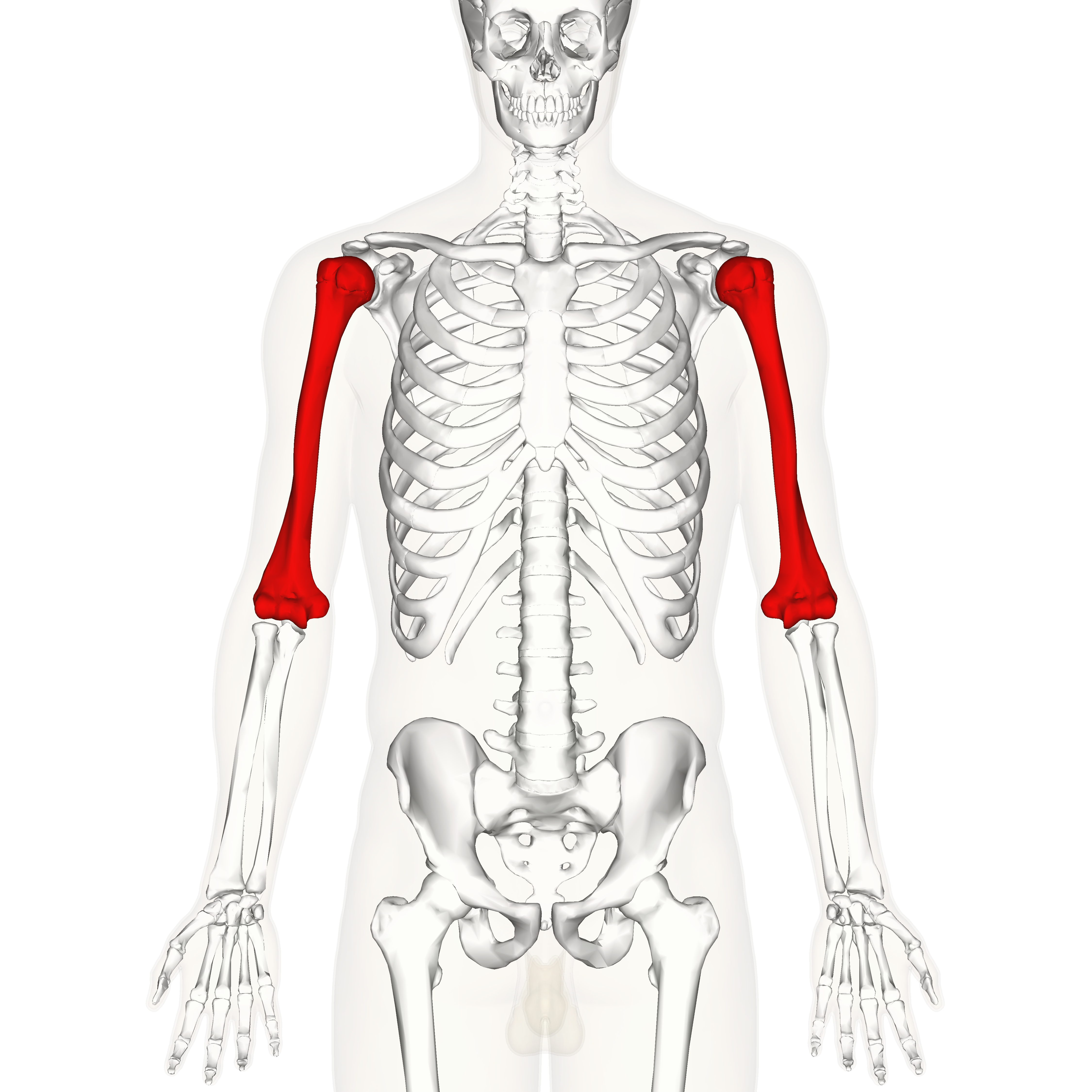
Posición del húmero en el cuerpo humano

### Epífisisproximal
- Cabeza del húmero: Corresponde a una cara articular de forma semiesférica que se relaciona con la cavidad glenoidea de la escápula.

- Cuello anatómico: Es una línea de disposición oblicua que circunscribe la cabeza del húmero y que se ubica sobre los tubérculos mayor y menor del hueso.

- Cuello quirúrgico: Es la parte estrecha distal a los tubérculos mayor y menor que sirven de inserción y palanca para algunos músculos escapulohumerales. Esta parte corresponde a un sitio común de fractura y se encuentra en contacto con el nervio axilar.

- Tubérculo mayor o troquíter: Posee una disposición de dirección posterolateral. Presenta tres impresiones óseas: la mayor corresponde a la inserción del músculo supraespinoso, la media corresponde a la inserción del músculo infraespinoso y la menor corresponde a la inserción del músculo redondo menor. El tubérculo mayor se continúa hacia distal con la cresta del tubérculo mayor (en latín, crista tuberculum majoris; llamada de manera clásica como cresta subtroquiteriana), donde se inserta el músculo pectoral mayor.

- Tubérculo menor o troquín: Posee una disposición hacia anterior y sirve para la inserción del músculo subescapular. El tubérculo se continúa hacia distal con la cresta del tubérculo menor (en latín, crista tuberculum minoris; llamada de manera clásica como cresta subtroquiniana), donde se insertan los músculos redondo mayor y dorsal ancho.

- Surco intertubercular (corredera bicipital): Es un espacio que se encuentra entre ambos tubérculos, que hace de corredera para el paso del tendón de la cabeza larga del músculo bíceps braquial. Tapizado por el ligamento de Gordon-Brodie. En el labio externo de la corredera se inserta el pectoral mayor (tendón cuadrilátero). En el labio interno se insertan dorsal ancho y redondo mayor (considerado troquiniano a pesar de no insertarse allí).

### Diáfisis
- Cuerpo del húmero: Se ubica entre las dos epífisis del hueso, presenta una cara anteromedial, una cara anterolateral y una cara posterior. La reunión de las caras anteromedial y anterolateral conforman un borde anterior, la reunión de las caras anteromedial y posterior conforman un borde medial y, la reunión de las caras anterolateral y posterior conforman un borde lateral.

- Surco para el nervio radial: Corresponde a un canal oblicuo en la cara posterior, con dirección inferolateral y que sirve de corredera para el paso del nervio radial común y arteria braquial profunda y sus dos venas satélites.

- Borde medial: Limita la cara medial del hueso y presenta la cresta supracondílea medial en su porción distal. Alrededor del 1% de la población presenta una apófisis supracondílea en el borde medial del húmero, a unos 5 cm del epicóndilo medial.

- Borde lateral: Limita la cara lateral del hueso y presenta la cresta supracondílea lateral en su porción distal. En el tercio proximal, el borde lateral presenta la tuberosidad deltoidea, donde se inserta el músculo deltoides.

### Epífisis distal
- Cóndilo humeral: Es el conjunto de la parte distal del hueso que engloba al capítulo, la tróclea y las fosas coronoidea, olecraneana y radial.

- Capítulo: Se ubica lateralmente, corresponde a la superficie articular que se relaciona con la fosita articular del radio.
- Tróclea: Se ubica medialmente, corresponde a la superficie articular que se relaciona con la escotadura troclear del cúbito.
- Fosa coronoidea: Se ubica a medial y a anterior, recibe a la apófisis coronoides del cúbito.
- Fosa olecraneana: Se ubica a posterior, recibe al olécranon del cúbito.
- Fosa radial: Se ubica a lateral y a anterior, recibe a la cabeza del radio.
- Epicóndilo medial: También llamado epitroclea, es la porción dilatada y superior adyacente a la tróclea. En su porción posterior contiene al surco para el nervio cubital, llamado canal retroepitroclear.
- Epicóndilo lateral: Es la porción dilatada y superior adyacente al capítulo.

## Articulaciones

### Articulación del hombro
En el hombro, la cabeza del húmero se articula con la cavidad glenoidea de la escápula formando la articulación del hombro. La articulación contiene al labrum glenoideo, y es reforzada por los ligamentos glenohumerales, el ligamento coracohumeral y el ligamento humeral transverso.

### Articulación del codo
Más distalmente, en el codo, el cóndilo del húmero se articula con la cabeza del radio y la tróclea del húmero se articula con la escotadura troclear del cúbito para formar la articulación del codo. El húmero participa en las dos articulaciones que conforman la articulación del codo:
- Articulación humerocubital. Que será morfológica y funcionalmente troclear.
- Articulación humerorradial. Que será morfológicamente condílea y funcionalmente troclear.

La articulación radio cubital superior no pertenece a la articulación del codo.

## Inserciones musculares

Inserciones musculares en el húmero

A lo largo del húmero, se encuentran insertos veinticinco músculos.
- El supraespinoso también se origina en la espina de la escápula. Inserta en la cara superior tubérculo mayor del húmero, y ayuda en el secuestro del hombro, elevándolo desde la horizontal (Figura, letra A).

- El deltoides (Figura, letra D) se origina en el tercio lateral y anterior de la clavícula, borde externo del acromion y el labio inferior del borde anterior de la espina de la escápula. Se inserta en la tuberosidad deltoidea (o V deltoidea) del húmero y tiene varias acciones, incluyendo el secuestro, la extensión y circunducción del hombro.

- El coracobraquial (no se muestra en la figura) se inserta proximalmente en el vértice del proceso coracoideo escapular para venir a insertarse distalmente en la tuberosidad coracobraquial en la cara externa del húmero. Se le conoce como músculo perforado (por el nervio musculocutáneo) y aductor y ligeramente flexor del brazo.

- El pectoral mayor (Figura, letra C), redondo mayor (Figura, letra I) y dorsal ancho (Figura, letra B) inserto en la ranura intertubercular del húmero. Trabajan para aducción y medial, o internamente, rotar el húmero.

- El infraespinoso y redondo menor inserción en el tubérculo mayor (caras media e inferior respectivamente) y de trabajo para lateralmente, o externamente, rotan el húmero. En contraste, el músculo subescapular o preescapular se inserta en el tubérculo menor y trabaja para medialmente, o internamente, gire el húmero.

- El bíceps braquial, braquial anterior (Figura, letra E) y supinador largo (Figura, letra F) (que concede distal) actúan para flexionar el codo. (Los bíceps no se adhieren al húmero). La acción del supinador largo es la supinación y abducción, el bíceps es ligeramente supinador dada su inserción distal.

- El tríceps braquial y ancóneo no se adhieren al húmero, si no a la cara posterior del olécranon cubital y a su borde externo respectivamente.

- Los cuatro músculos supraespinoso, infraespinoso, redondo menor y subescapular (Figura, letra H) forman una faja músculo-ligamentosa llamado el manguito de los rotadores. Este manguito estabiliza la articulación glenohumeral muy móvil, pero inherentemente inestable. Los otros músculos se utilizan como contrapesos de las acciones de elevación / tirando y pulsando / empujar.

## Relación con los nervios del brazo
- El nervio axilar está situado en el extremo proximal, en contra de la cintura escapular. La dislocación de la articulación glenohumeral el húmero, tiene el potencial de dañar el nervio axilar o la arteria axilar. Los signos y síntomas de esta dislocación incluyen una pérdida del contorno normal del hombro y una depresión palpable bajo el acromion.

- El nervio radial pasa de cerca el húmero. En la diáfisis del húmero, el nervio radial se desplaza desde la parte posterior de la cara anterior del hueso en la ranura espiral. Una fractura del húmero en esta región puede resultar en lesiones del nervio radial.

- El nervio cubital en el extremo distal del húmero cerca del codo una golpe puede lograr este nervio pueda causar una sensación de hormigueo (Pulsada eléctrica), y a veces una cantidad significativa de dolor. Se encuentra por detrás del epicóndilo medial, y se daña fácilmente en lesiones del codo.[4]

## En otras especies
En fósiles de anfibios primitivos, las extremidades superiores e inferiores, tenían pocas articulaciones, haciendo que sus húmeros sean muy cortos debido al poco tamaño de sus extremidades. En la mayoría de los tetrápodos sobrevivientes, sin embargo, el húmero tiene una forma similar a la de los seres humanos. En muchos reptiles y algunos mamíferos primitivos, la extremidad inferior incluye un gran agujero, o la apertura, en la que los nervios y los vasos sanguíneos pasan.

## Galería

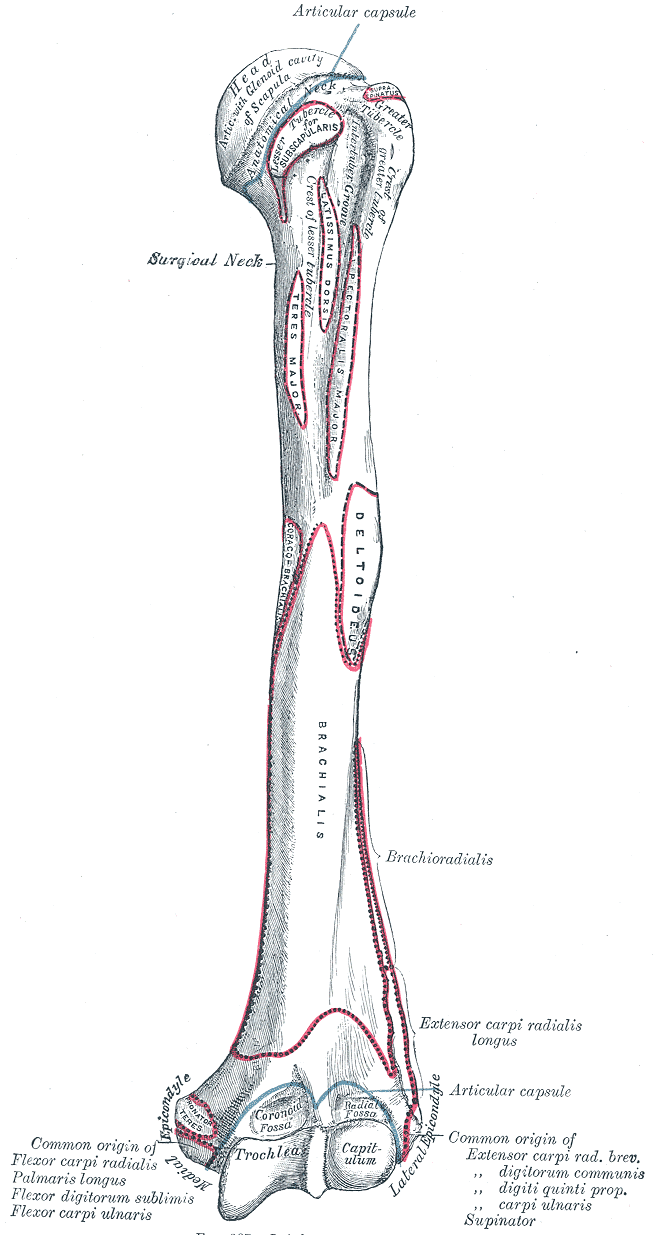
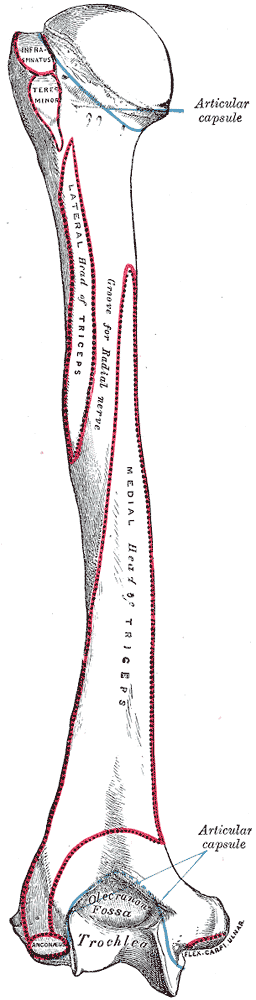
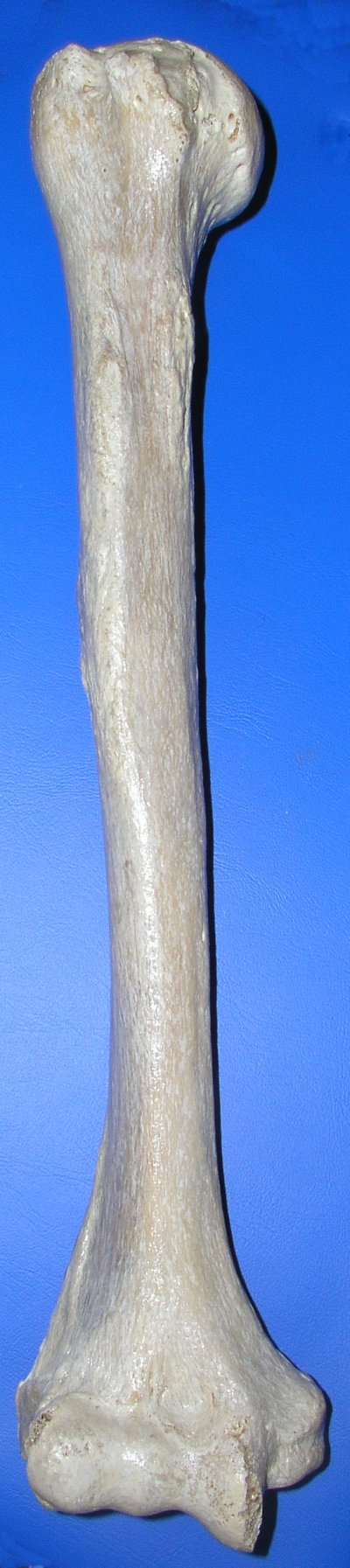
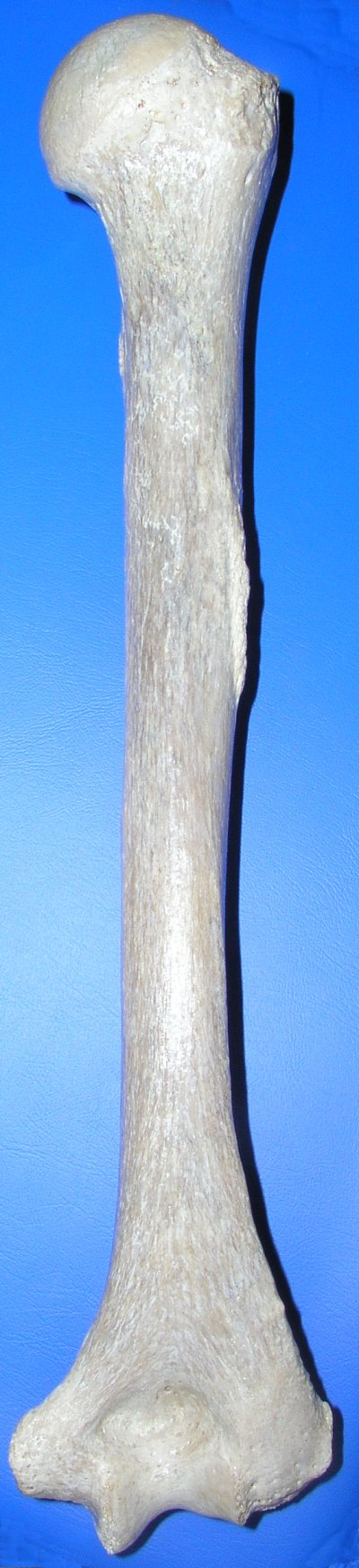
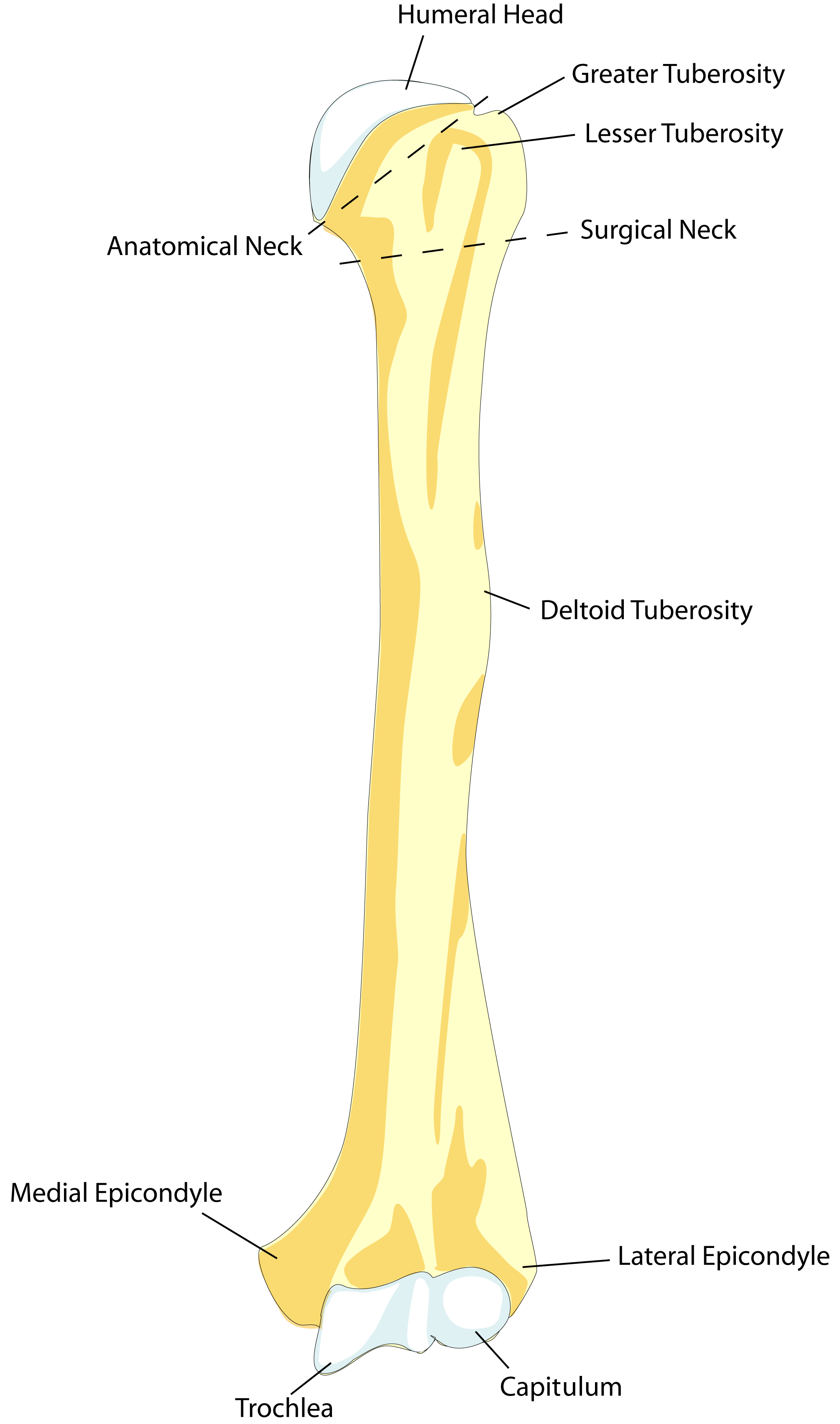
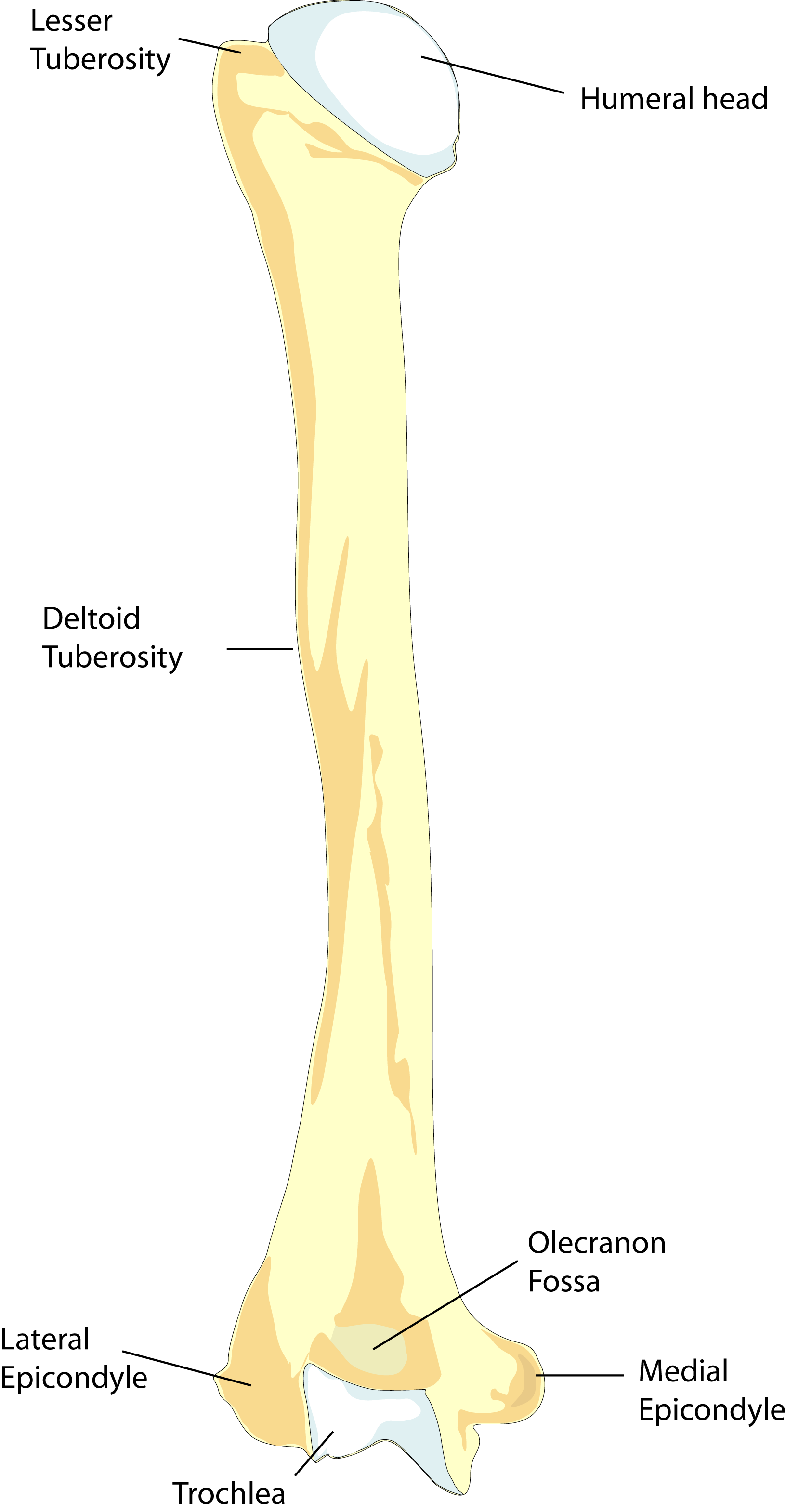
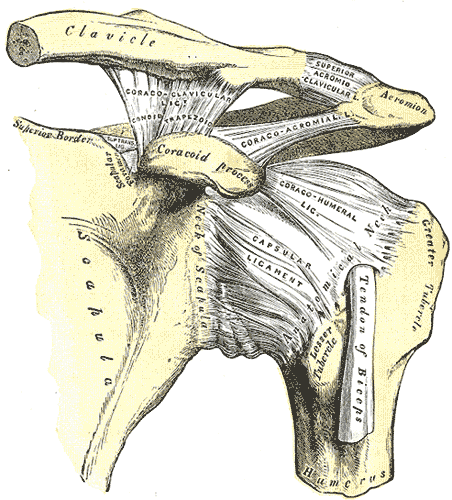
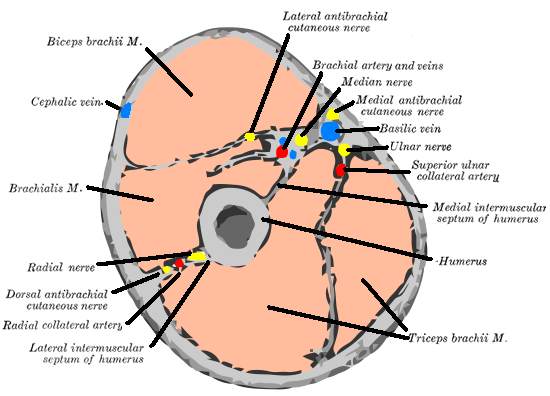
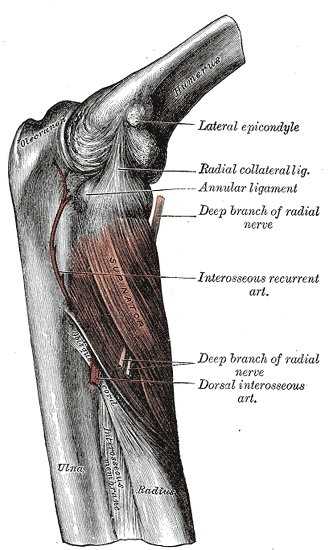